# Pictură murală la Palatul de cultură (Chițcani)
Pictură murală la Palatul de cultură este o pictură murală amplasată în Chițcani, raionul Căușeni, Republica Moldova. Este un fost monument de artă de importanță națională, care a fost inclus în Registrul monumentelor Republicii Moldova ocrotite de stat cu nr. 1300 (raionul Slobozia) până la eliminarea sa la 28 septembrie 2018. Datează din 1967.